# Água Limpa dos Vieiras
Água Limpa dos Vieiras é um povoado pertencente ao distrito de Vale Verde de Minas, localizado no município de Ipaba, no estado de Minas Gerais